# No Woman Knows
Pour plus de détails, voir Fiche technique et Distribution.
No Woman Knows est un film américain réalisé par Tod Browning, sorti en 1921.

## Synopsis
La famille Brandeis exploite un petit magasin de produits secs à Winnebago, dans l'Illinois. Ferdinand et Molly sont les parents tandis que Fanny et Theodore sont les enfants fille et le fils avec  Aloysius, un jeune irlandais adopté. Theodore montre un talent pour le violon et sous la direction de Herr Bauer, il s'entraîne plusieurs heures par jour. Lors d'une tournée de concerts, Schabelitz, un célèbre violoniste, entend Theodore jouer et suggère aux Brandeis de l'envoyer étudier en Europe. Les temps sont durs mais Molly, avec l'aide du rabbin Thalman, persuadeson mari Brandei d'envoyer leur garçon. Molly est alors heureuse à cette idée et s'imagine qu'il deviendra célèbre. Plus tard, Ferdinant meurt et Fanny, devenue une femme, se prive de tous les plaisirs afin d'entretenir les ocurs de Théodore à Dresde. Ce qu'ils ne savent pas, c'est que les fréquentes demandes d'argent de son frère ont pour but de les empêcher, lui et sa femme, qu'il a épousée la première année où il était à l'étranger, de mourir de faim.
Un jour, alors que Fanny rentre chez elle après avoir fait du patinage, le seul plaisir qu'elle s'accorde, elle découvre que sa mère est morte. Fanny s'effondre et laisse libre cours à ses sentiments refoulés. Livrée à elle-même, elle se rend à Chicago et trouve un emploi dans une maison de vente par correspondance. Theodore, qui a été abandonné par sa femme, revient à la maison avec son bébé. Ils s'installent chez Fanny, qui s'attache au nourisson. Grâce à son influence auprès de son employeur, Michael Fenger obtient que Theodore donne un concert et attend cet événement comme un triomphe personnel. Cependant, le soir de l'événement, Theodore reçoit un message de sa femme lui demandant de revenir auprès d'elle. 
Il laisse alors un mot à Fanny, épinglé au télégramme, dans lequel il explique ce qu'il a fait.

## Fiche technique
- Titre : No Woman Knows
- Réalisation : Tod Browning
- Scénario : Tod Browning et George Yohalem d'après le roman d'Edna Ferber
- Photographie : William Fildew
- Société de production : Universal Pictures
- Pays d'origine :  États-Unis
- Langue : Anglais
- Format : Noir et blanc - 1,33:1 - Film muet
- Genre : Drame
- Date de sortie : 1921

## Distribution
- Max Davidson : Ferdinand Brandeis
- Snitz Edwards : Herr Bauer
- Grace Marvin : Molly Brandeis
- Bernice Radom : Fanny Brandeis
- Danny Hoy : Aloysius
- E. Alyn Warren : Rabbi Thalman
- Josef Swickard : The Great Schabelitz
- Richard Cummings : Père Ritzpatrick
- Mabel Julienne Scott : Fanny Brandeis
- John Davidson : Theodore Brandeis
- Stuart Holmes : Michael Fenger